# Dietersberg (Oberstdorf)
Dietersberg (mundartlich: Diətarschpearg) ist ein Gemeindeteil der Marktgemeinde Oberstdorf im bayerisch-schwäbischen Landkreis Oberallgäu.

## Geographie
Das Dorf liegt circa drei Kilometer südlich des Hauptorts Oberstdorf am Fuße des Riffenkopfs. Östlich und südlich grenzt Dietersberg an das Naturschutzgebiet Allgäuer Hochalpen. Durch den Ort fließt die Trettach.

## Ortsname
Der Ortsname stammt vom Personennamen Dieter oder Ditrich und bedeutet (Siedlung an) einer Anhöhe des Dieter.

## Geschichte

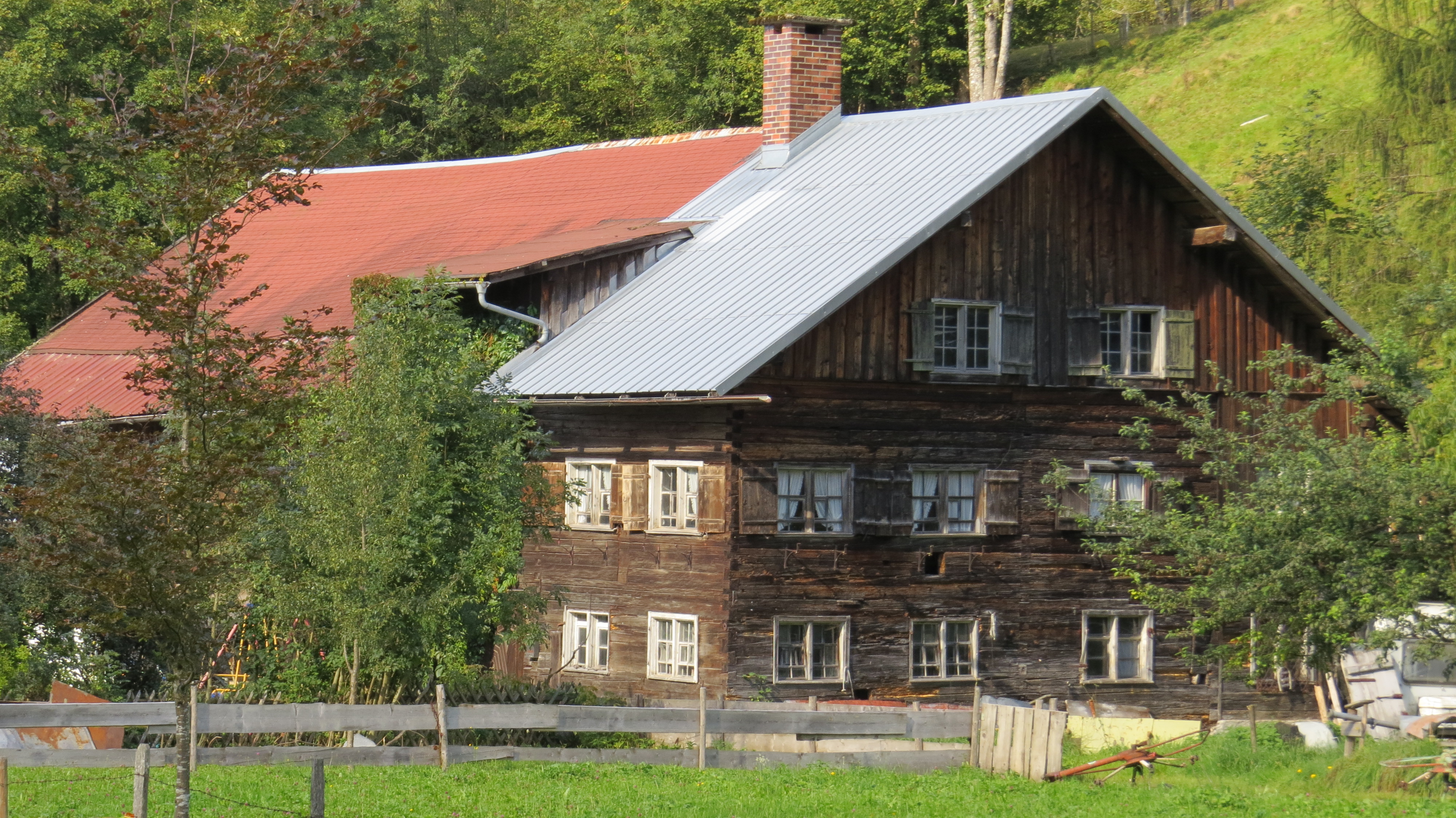
Baudenkmal in Dietersberg (18. Jh.)

Dietersberg wurde erstmals urkundlich im Jahr 1526 als Flurname im Diethersperg genannt. Ebenfalls zu dieser Zeit wurde Mummen genannt, das später in Dietersberg aufging. Die Alpe Dietersbach wurde bereits 1394 erwähnt. Ab 1801 ist die dauerhafte Siedlung in Dietersberg sicher nachweisbar. Im Jahr 1811 wurde ein Wohnhaus in Dietersberg, das Gerstruben zugerechnet wurde, gezählt. In der ersten Hälfte des 19. Jahrhunderts wurde eine Kapelle in Dietersberg erbaut, die in den 1970er Jahren abgebrochen wurde.

## Baudenkmäler
Siehe: Liste der Baudenkmäler in Dietersberg